# Léon-Gabriel Toraude

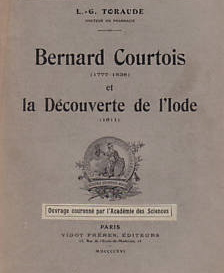
Bernard Courtois et la découverte de l'iode

Léon Gabriel Toraude (Saumur, 7 octobre 1868 - Paris, 24 septembre 1945) est un pharmacien français, rendu célèbre notamment pour ses écrits.
Le livre qui le rendra célèbre est Bernard Courtois (1777-1838) et la découverte de l'iode (1811), Paris, Vigot, 1921. In-8, VIII, 164 pages, 1pl. broché 1 planche et plusieurs illustrations in texte en noir. Il s'agit d'un ouvrage écrit dans le cadre d'une thèse pour l'obtention du diplôme de docteur de l'Université de pharmacie, par L.-G. Toraude, alors pharmacien de 1re classe.
Il a également écrit : 
- Les Galéniennes. Fantaisies rimées en marge du codex, Paris, Vigot frères, 1919
- Les Tribulations posthumes du masque de Richelieu, Imprimerie du Palais, Paris, 1925
- Législation française des substances vénéneuses. Suivie des documents officiels et des conventions internationales (ouvrage collectif), Paris, Vigot, 1936. Grand in-8 broché, XVI-452 pages.